# Vägen hem (musikalbum)
Vägen hem är ett studioalbum av det svenska dansbandet Wizex, släppt 1989.  Det placerade sig som högst på 36:e plats på den svenska albumlistan.

## Låtlista
1. Vägen hem
2. Det vackraste som finns
3. Lördag på fredag
4. Det kan du gott tro
5. Afrodite
6. Tågresan
7. Se Venedig och dö (Se Venedig og dø)
8. Vi målar natten röd
9. Flickan, jägaren och priset
10. Farväl
11. Solamente
12. Min sjöman
13. Valentino och Manuella
14. Jag är en ung godtemplartjej

## Listplaceringar
| Lista (1989) | Topplacering |
| ------------ | ------------ |
| Sverige      | 36           |

### Fotnoter
1. ↑  ”Danswebb”. Arkiverad från originalet den 25 maj 2012. http://archive.is/2012.05.25-185805/http://www.dans-web.nu/skivor/index.php?pid=view&ref_cd=97. Läst 9 juni 2011.
2. ↑  ”Discogs”. http://www.discogs.com/Wizex-V%C3%A4gen-Hem/release/2667516. Läst 21 april 2011.
3. ↑  ”Svensk mediedatabas”. http://smdb.kb.se/catalog/id/001479969. Läst 22 april 2011.
4. ↑  ”Listplacering”. http://hitparad.se/showitem.asp?key=47228&cat=a. Läst 22 april 2011.